# Dunya Festival
Het Dunya Festival was een podiumkunstenfestival met wereldmuziek, verhalenvertellers en dichters, dat jaarlijks plaatsvond in Het Park bij de Euromast in Rotterdam. Het begon in 1977 als Poetry Park. 
De artiesten - van jonge talenten tot grote namen - kwamen uit alle delen van de wereld. Veel wereldculturen waren vertegenwoordigd en het publiek kon kennismaken met uiteenlopende muzieksoorten, instrumenten, klanken en teksten. In 2008 werd meer dan 50 uur aan wereldmuziek, dans, poëzie en storytelling geprogrammeerd. Het festival trok jaarlijks ongeveer 225.000 bezoekers. Sinds 2008 toerde het festival ook door wijken in Rotterdam, waarbij veel lokaal talent optrad. De evenementen waren alle gratis toegankelijk.
Vanaf 2013 vormt het Dunya Festival samen met het Zomercarnaval Rotterdam het nieuwe evenement Rotterdam Unlimited en vindt het niet meer plaats in Het Park bij de Euromast, maar in de binnenstad van Rotterdam.